# Qukës
Qukës là một xã trong quận Librazhd thuộc hạt Elbasan, Albania. Dân số năm 2005 là 10462 người.